# Thomas Ewing Jr.

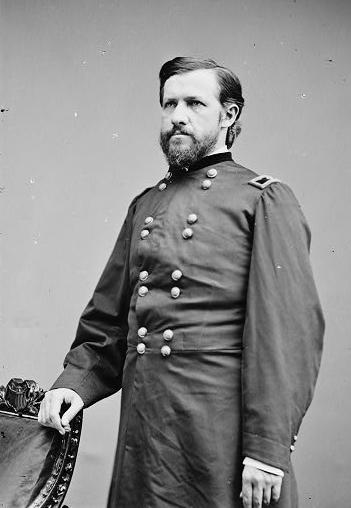
General Thomas Ewing Jr.

Thomas Ewing Jr., (7 de agosto de 1829 - 21 de enero de 1896) fue un abogado, militar y congresista estadounidense, conocido principalmente por su desempeño en la Guerra Civil de los Estados Unidos.

## Guerra Civil
Una vez iniciada la Guerra Civil, Ewing renunció a su carrera forense para ingresar al ejército de la Unión. Reclutó al regimiento de infantería N.º 11 de Kansas del que fue elegido su primer coronel. Su regimiento luchó en las batallas de Fort Wayne, Cane Hill y Prairie Grove.
Aunque Ewing no poseía experiencia militar antes de la guerra, fue promovido al grado de brigadier general a comienzos de 1863 en reconocimiento a su liderazgo en la batalla de Prairie Grove. Se le dio el comando del Distrito de la Frontera, que comprendía Kansas y Misuri. Ewing fue el responsable de la Orden General 11, emitida en represalia a la incursión de Quantrill en Lawrence, Kansas, que terminó en la muerte de 150 hombres y adolescentes. Esta orden establecía la expulsión desde cuatro condados de Misuri de todos aquellos vecinos que tuvieran simpatías por la Confederación. De no dejar los condados voluntariamente, estos vecinos serían desalojados a la fuerza por la caballería federal. Si bien la orden de Ewing tenía el propósito militar de terminar con las guerrillas pro sudistas de la zona, esta decisión dejó una marca oscura en su memoria.
Posteriormente Ewing protagonizó una exitosa defensa de Fort Davidson, Misuri, al mando de 800 hombres frente a unos 15.000 confederados. Esta acción, que retrasó el avance sudista hacia San Luis, le hizo ganar un nuevo ascenso, esta vez a mayor general de voluntarios en marzo de 1865. Poco después renunció a su comando para regresar a la vida civil.

## Actividades posguerra
Luego de la Guerra, Ewing se dedicó a la práctica de la abogacía en Washington representando intereses sureños con influencia en el presidente Johnson. En esta administración le fue también ofrecido el Ministerio de Guerra, pero declinó aceptar.
Representó a Ohio ante el Congreso en dos periodos, pero fue derrotado en su intento por alcanzar la gobernación del estado.
En 1881 abandonó la política para dedicarse solamente a su carrera legal y nunca volvió a aspirar a cargos de representación.
Murió en Nueva York como consecuencia de un accidente de tránsito en 1896. Está sepultado en el Cementerio Oakland en Yonkers, Nueva York.
- Datos: Q3525101
- Multimedia: Thomas Ewing, Jr. / Q3525101